# Saint-Georges-du-Bois (Maine e Loira)
Saint-Georges-du-Bois è un ex comune francese di 412 abitanti situato nel dipartimento del Maine e Loira nella regione dei Paesi della Loira. Dal 1º gennaio 2016 è accorpato al nuovo comune di Les Bois d'Anjou. 

## Società

### Evoluzione demografica
Abitanti censiti